# NM-73
El NM-73 (Neumático Mexicano 1973) es el segundo modelo de tren sobre neumáticos del Metro de la Ciudad de México. Diseñado y construido por Concarril (hoy Bombardier Transportation México) en México con asistencia técnica de Alstom. En total son 44 trenes, 29 formados de seis unidades y 15 de nueve unidades. Circulan por las líneas 4, 5, 6, y 7 del Metro de la Ciudad de México.

## Historia

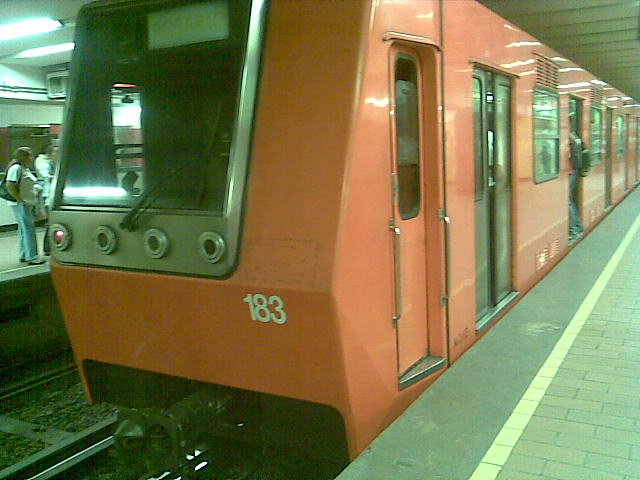
Tren modelo C.N.C.F. NM-73B Antes rehabilitado la estación Ferreria.

La Ciudad Sahagún localizada en el estado de Hidalgo se había dado el prestigio de incorporar las plantas de producción de DINA-RENAULT, Concarril y Motor Coach Industries por lo cual la CNCF o Concarril pide la asesoría a la empresa francesa Alstom para fabricar trenes neumáticos en el país.
Después de un arduo proceso de investigación y capacitación, Concarril comienza a fabricar este tipo de carros a partir de la base del modelo MP-68. En la instancia pudo hacer los primeros carros de metro fabricados en el país, los cuales comenzaron a llegar al sistema aproximadamente en 1975. El trabajo se realizó para ir cubriendo la creciente demanda del servicio en aquella primera etapa, que aún funcionaba, y para las líneas que aun tenían que expandirse y construir. 
Los primeros modelos entregados no contaban con ventilación netamente por ventiladores, si no el mismo equipo de renovación de aire de los primeros MP-68. Para cuando se entregaron los lotes B y C ya se contaba con estos mismos.
Si bien, estos trenes comenzaron a ser usados en la línea 2, dando un servicio activo inigualable. Hoy en día se encuentran ya rehabilitados por un proceso que comenzó en el año 2004 y que terminó en el transcurso del 2009, dando como resultado una serie de mejoras que permitirán ampliar el tiempo de vida útil de estos trenes.
A la fecha se encuentran en servicio trenes rehabilitados como una motriz semioriginal en las líneas 4, 5, 6, y 7. Para las líneas 4 y 6 se redujo la longitud del tren a 6 carros dada la baja afluencia de dichas líneas. 

### Rehabilitación
Si bien estos carros no han sido afectados por el paso del tiempo, debieron ser rehabilitados para ampliar su vida útil de servicio y continuar su uso hasta ser obsoletos. Por esto el organismo STC-Metro preparó medidas especiales para ampliar esta vida útil a más del 30%. Dicho programa comenzó en el año 2004 y terminó en el 2009. 
Así el Sistema de Transporte Colectivo - Metro puede invertir para mejorar las tecnologías de dichos carros y a su vez mejorarlos dándoles los últimos avances tecnológicos de la mano de los mejores técnicos del STC.
Mejoras hechas a los carros:
- Fiabilización y actualización de componentes electromecánicos.
- Mejora del sonido de cierre con el cambio de bocinas y vibradores.
- Actualización y restauración de las cabinas de conducción, ya sea incorporando una cabina de origen CAF o su rehabilitación y limpieza con pintura incluida.
- Implementación de velocímetros digitales en trenes de 6 carros.
- Actualización de los sistemas de pilotaje automático.
- Cambio de luces piloto de apertura y cierre de puertas.
- Nueva imagen exterior de los carros con franjas en color plata y su color naranja original, en referencia a los trenes NM-02.
- Nueva imagen interior con acabados de color durazno tratados con una sustancia especial antigrafitti.
- Nuevo color de asientos y disposición de los mismos similar a los trenes NM-02.
- Piso Antiderrapante de linoleo
- Sustitución de fanales rojos y blancos.
- Mejora del mecanismo neumático de apertura y cierre de puertas.

### Presente
Los trenes fueron usados en varias líneas durante toda su vida, aunque en las líneas que destacan por dar el servicio con este convoy son las líneas 4, 5 y 6. En estas han permanecido casi toda su vida útil.
En algún tiempo las líneas 1,2 y 3 contaron con los servicios de este tren.
La línea 5 uso este modelo de tren bastante tiempo hasta la reorganización del parque vehicular, en donde se les incorporaron los trenes NC-82 y MP-68.
Hoy en día, se encuentran dando servicio en las líneas 4, 5, 6 y 7 al igual que los trenes MP-68. También se prevé ampliar la vida útil de estos trenes dada su importancia histórica.

## Datos técnicos

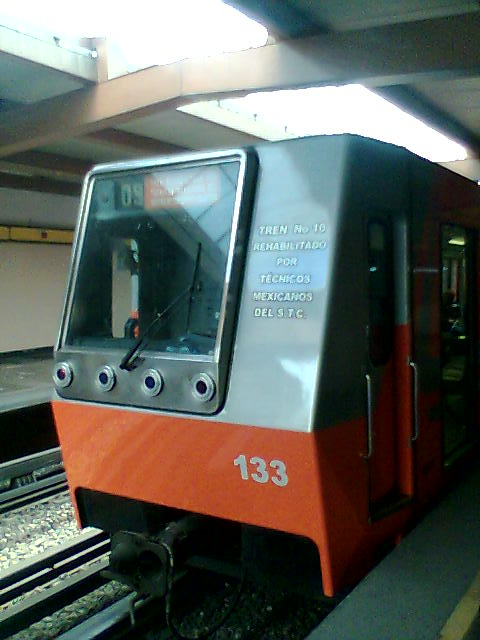
NM-73

- Ancho de vía Ruedas de seguridad: 1435 mm.
- Ancho de vía de las llantas de tracción: 1993 mm.
- Voltaje usado por el tren: 750 VCD.
- Sistema de tracción:Chopper IGBT. Anteriormente poseían el sistema de tracción Jeaumont Hiedmann (JH), similar al que portaban las formaciones MP-68. Y la serie C usaba un prototipo de tracción llamado QUESSART
- Sistema de pilotaje automático: Analógico PA135.
- Sistema de ventilación: Renovación de aire en los modelos A. Modelos B y C disponen de rejillas de ventilación y motoventiladores en el techo.
- Sistema de aviso de cierre de puertas: Vibradores con tonos agudos y luces piloto en puertas.
- Letreros LED: Carteles de color  blanco.
- Diseño de Puertas: doble hoja de aluminio y accionamiento NE, con barras verticales de caucho entre las puertas y con rehabilitación se hacen en limpieza mecánica con forma curvada similares al modelo NM-02
- Fabricantes: Alstom - Concarril
- Procedencia:  México
- Series Motrices: 
  - NM-73A M0121 al M0200
  - NM-73B M0143 al M0199
  - NM-73C M0195 al M0196
- Rehabilitados por CAF: NM-73A y NM-73B M0552 al M0581
- Interiores: Asientos color azul marino y acabados interiores en azul claro con paneles color gris. Los trenes rehabilitados poseen acabados color durazno, paneles color plata y asientos grises.
- Monocoup: Campana eléctrica.
- Pintura de la carrocería: Naranja y naranja con franjas color plata.
- Formaciones posibles: 6 vagones M-R-N-N-PR-M o 9 vagones M-R-N-N-PR-N-N-R-M

### Diferencias entre las series A, B y C
- La luz piloto ya no está ubicada en la esquina del vagón si no en la parte superior de alguna de las ventanas.
- En los trenes serie C su sistema es igual que en las series A y B Chopper IGBT, modernizado actualmente por Alstom.
- En las cabinas de conducción se prescinde del asiento del agente de acompañamiento.

## Líneas asignadas
- Línea  (1975-1994)
- Línea  (1975-1985)
- Línea  (1975-1981)
- Línea  (1981-actualmente)
- Línea  (1981-1994 y 2008-actualmente)
- Línea  (1983-actualmente)
- Línea  (1984-actualmente)
- Línea  (1987-1996 y 2005-2008)

## Material rodante
El material rodante está compuesto de la siguiente manera:
| Modelo     | Motrices | Composición | Línea | Línea de Procendencia | Comentarios |
| ---------- | -------- | ----------- | ----- | --------------------- | --- |
| NM-73B     | 004/199  |             |       |                       | Motriz 004 es de un MP-68R96B |
| NM-73A     | 121/122  |             |       |                       | Dado de baja desde inicios de la década. Conserva su estado Original                                                                                                  |
| NM-73A     | 123/128  |             |       |                       | |
| NM-73A     | 124/126  |             |       |                       | Baja Definitiva |
| NM-73A     | 125/140  |             |       |                       | Tren recuperado Octavio Paz |
| NM-73AR    | 127/139  |             |       |                       | |
| NM-73AR    | 130/200  |             |       |                       | |
| NM-73AR    | 133/141  |             |       |                       | |
| NM-73BR    | 143/198  |             |       |                       | |
| NM-73BR    | 144/155  |             |       |                       | |
| NM-73BR    | 145/188  |             |       |                       | |
| NM-73BR    | 146/162  |             |       |                       | |
| NM-73BR    | 147/186  |             |       |                       | |
| NM-73BR    | 148/157  |             |       |                       | |
| NM-73BR    | 149/153  |             |       |                       | |
| NM-73BR    | 150/189  |             |       |                       | |
| NM-73BR    | 154/184  |             |       |                       | |
| NM-73BR    | 156/166  |             |       |                       | |
| NM-73BR    | 159/161  |             |       |                       | |
| NM-73BR    | 160/194  |             |       |                       | |
| NM-73BR    | 164/180  |             |       |                       | |
| NM-73BR    | 165/183  |             |       |                       | |
| NM-73BR    | 167/182  |             |       |                       | Baja definitiva |
| NM-73BR    | 169/170  |             |       |                       | |
| NM-73BR    | 174/176  |             |       |                       | |
| NM-73BR    | 175/185  |             |       |                       | Baja definitiva |
| NM-73BR    | 179/181  |             |       |                       | |
| NM-73BR    | 190/191  |             |       |                       | |
| NM-73BR    | 192/197  |             |       |                       | |
| NM-73BF    | 554/555  |             |       |                       | |
| NM-73BF    | 556/557  |             |       |                       | |
| NM-73AF/BF | 559/576  |             |       |                       | Tren recuperado Ernesto Medina Trujillo "El Güero" Apodado "Franky", por haber sido recuperado con piezas de otros trenes y poseer una motriz de NM-73BF semioriginal |
| NM-73BF    | 560/561  |             |       |                       | |
| NM-73BF    | 562/563  |             |       |                       | |
| NM-73BF    | 564/565  |             |       |                       | |
| NM-73BF    | 566/567  |             |       |                       | |
| NM-73BF    | 570/571  |             |       |                       | |
| NM-73BF    | 572/573  |             |       |                       | |
| NM-73BF    | 574/575  |             |       |                       | |
| NM-73AF    | 578/579  |             |       |                       | Tren recuperado apodado El Princeso |
| NM-73BF    | 580/581  |             |       |                       | |